# Roble de Bermiego

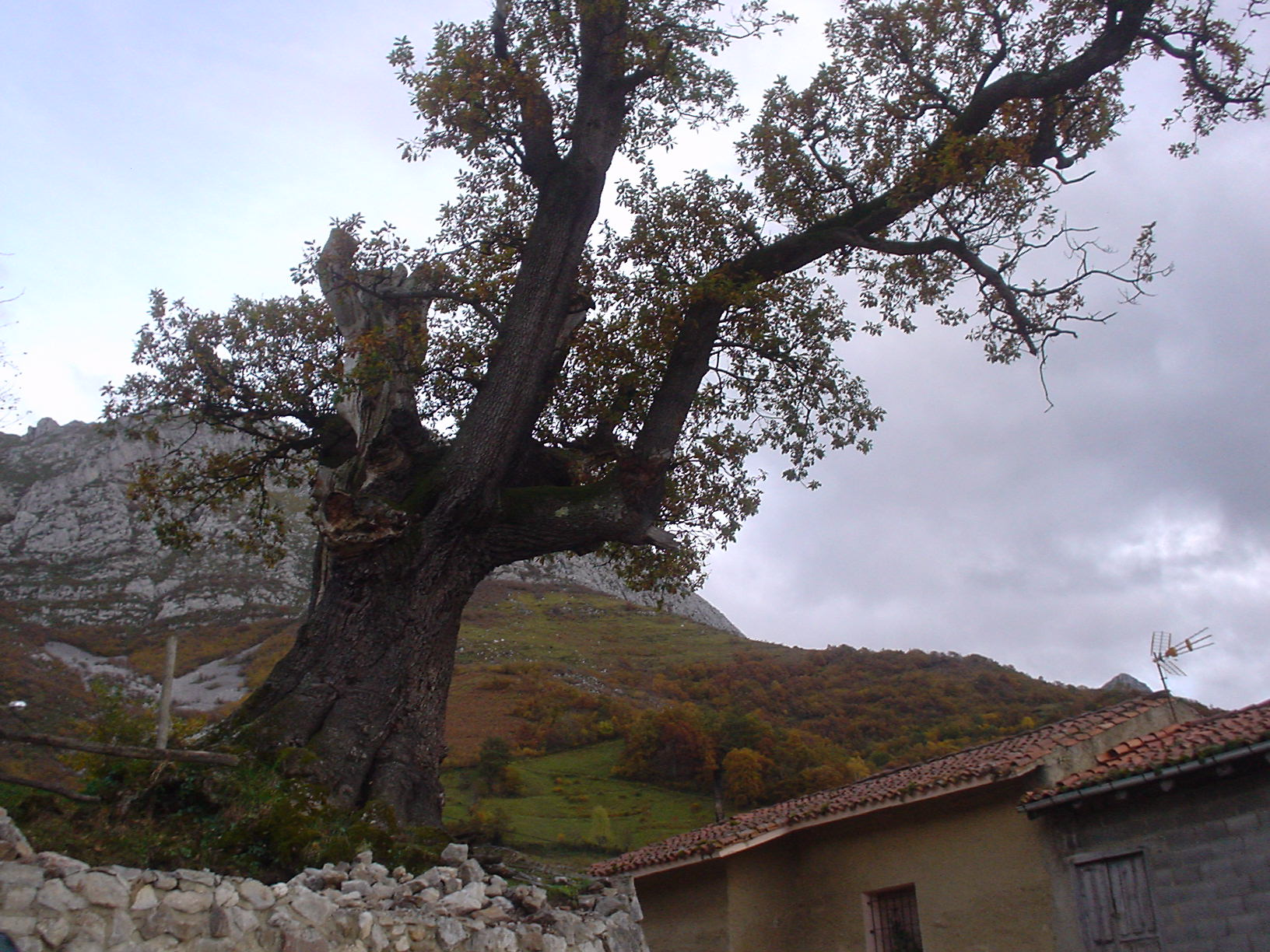
El Roble de Bermiego en 2003.

El roble de Bermiego (o el Rebollu o el Rebollón de Bermiego) era un árbol milenario de la especie Quercus pyrenaica que se encontraba en la localidad de Bermiego en el concejo de Quirós en Asturias. Estaba situado en el pueblo al lado de la capilla de San Antonio. Este roble fue declarado monumento natural el 27 de abril de 1995, por lo que fue protegido e incluido en el plan de recursos naturales de Asturias. 
Sus dimensiones eran: copa 19 metros, altura 9,5 metros y tronco que tenía unos 5,9 metros de perímetro.
El 22 de abril de 2014, como consecuencia de las lluvias, el roble se desenraizó por lo que el 4 de marzo (Decreto 12/2015) se derogó el Decreto 72/1995 de 27 de abril.